# Alfonso María de Baviera
Alfonso María de Baviera (en alemán: Alfons Maria von Bayern; Múnich, 24 de enero de 1862-ibidem, 8 de enero de 1933) era un miembro de la Casa de Wittelsbach y un general de caballería bávaro.

## Carrera militar
Después de asistir a una escuela primaria humanista y la universidad, en 1880, como tantos jóvenes de su edad, Alfonso se unió al ejército, poco después de convertirse en un joven cortesano protegido del rey Luis II de Baviera, y en 1880 se unió al primer regimiento de infantería "König" del Ejército de Baviera como teniente segundo. En 1892 se convirtió en comandante del Regimiento Schweren-Reiter de Baviera. Al año siguiente fue asignado al 3er regimiento de artillería de campaña "Reina Madre", y en 1882 fue transferido al 1er regimiento de jinetes pesados "Príncipe Carlos de Baviera". Ascendido a Rittmeister en 1884, Alfonso se desempeñó como jefe de escuadrón desde 1886 y participó en los cursos de la Academia de Guerra (viaje de entrenamiento, historia de la guerra) en 1888/89 y 1891/92. Todavía como mayor, fue nombrado comandante del regimiento el 15 de julio de 1892. En esta posición se elevó aún más y finalmente asumió el mando de la 1.ª Brigada de Caballería como mayor general en 1899. Ascendido a teniente general en 1901, Alfonso fue relevado de su mando. En 1905, fue ascendido a general de caballería.
Fue jefe del Regimiento de Dragones "Freiherr von Manteuffel" (Rheinisches) No. 5 estacionado en Hofgeismar.

## Matrimonio y descendencia
Alfonso había pedido primero la mano de la archiduquesa María Valeria de Austria, pero la primera reunión fue tan aburrida que no hubo boda.
El 15 de abril de 1891, el príncipe Alfonso se casó con Luisa de Orleans, la hija de Fernando Felipe María de Orleans y Sofía Carlota de Baviera, duques de Alençon. La boda tuvo lugar en el Palacio de Nymphenburg. La pareja tuvo dos niños:
- José Clemente[2] (1902-1990), permaneció soltero.
- Isabel María[2] (1913-2005), casada en primeras nupcias con el conde Francisco José de Kageneck (1915-1941), y a continuación con Ernesto Küstner (1920).

## Muerte
Alfonso murió el 8 de enero de 1933 en Múnich y está enterrado en la cripta de la Iglesia de San Miguel en Múnich.

## Títulos y órdenes

### Títulos
- Su Alteza Real el príncipe Alfonso de Baviera.[3]

### Órdenes

#### Reino de Baviera
- Gran prior honorario de la Orden Real y Militar de San Jorge.[3]

#### Extranjeras
- Caballero del Orden del Toisón de Oro ( Imperio austrohúngaro)
- Cruz de Hierro, 2.ª clase (

 Reino de Prusia)
- 22 de julio de 1904: Caballero gran cruz de la Orden de la Corona Wéndica (Casa de Mecklemburgo)
- 26 de junio de 1862: Caballero gran cruz de la Orden de Carlos III.[4] (Reino de España)
- Caballero novicio de la Orden de Santiago.[5] (Reino de España)
- 1904: Caballero gran cruz de la Orden de Alberto el Oso.[6] (Ducado de Anhalt)